# Maria-Magdalenen-Kirche (Marjoß)

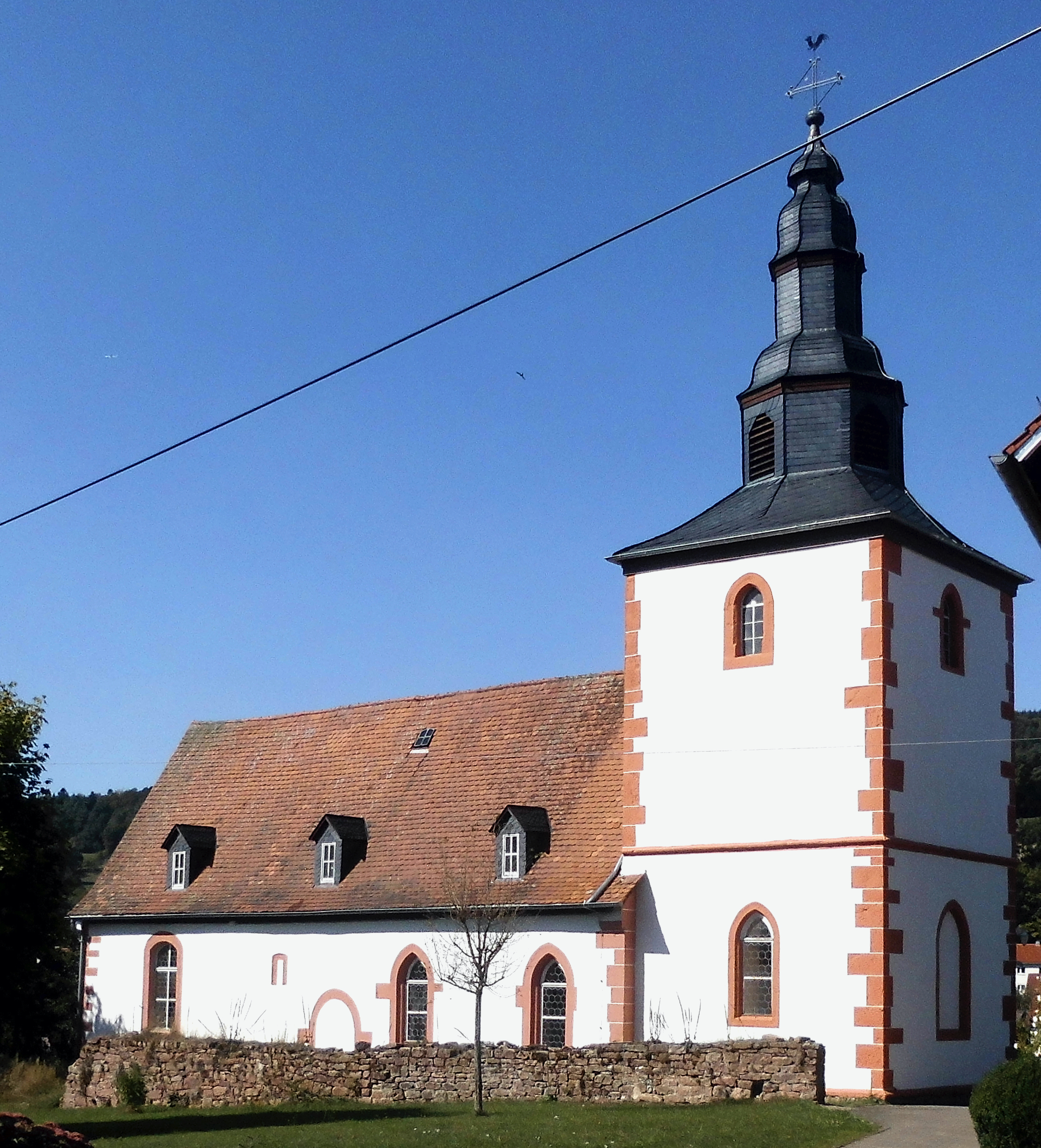
Maria-Magdalenen-Kirche

Die Evangelische Maria-Magdalenen-Kirche ist ein denkmalgeschütztes Kirchengebäude in Marjoß, einem Stadtteil von Steinau an der Straße im Main-Kinzig-Kreis in Hessen. Die Kirche gehört zur Christusgemeinde in Sinntal und Marjoß im Kooperationsraum Sinntal-Kalbach des Kirchenkreises Kinzigtal im Sprengel Hanau-Hersfeld der Evangelischen Kirche von Kurhessen-Waldeck.

## Beschreibung
Die Saalkirche wurde 1492/1493 an Stelle des um 850 entstandenen Vorgängerbaus errichtet. Der mächtige Chorturm im Osten ist im Kern romanisch. Er erhielt später eine barocke, achtseitige, mehrfach gestufte Haube. Das Kirchenschiff mit den spitzbogigen Fenstern wurde 1551 gebaut. Es wurde 1822 nach Westen verlängert, zu erkennen an dem segmentbogigen Fenster.
Im mit einem hölzernen Tonnengewölbe überspannten Innenraum befinden sich Emporen. Nachdem die Orgel aus 1710 von Johann Nikolaus Schäfer unbrauchbar geworden war, wurde 1887 eine neue Orgel durch Wilhelm Ratzmann (Gelnhausen) mit der Klanggestalt (I/7) erbaut. Diese wurde 1954 durch Bernhard Schmidt (Gelnhausen) gestimmt und repariert. Außerdem wurde ein Elektrisches Gebläse eingebaut.

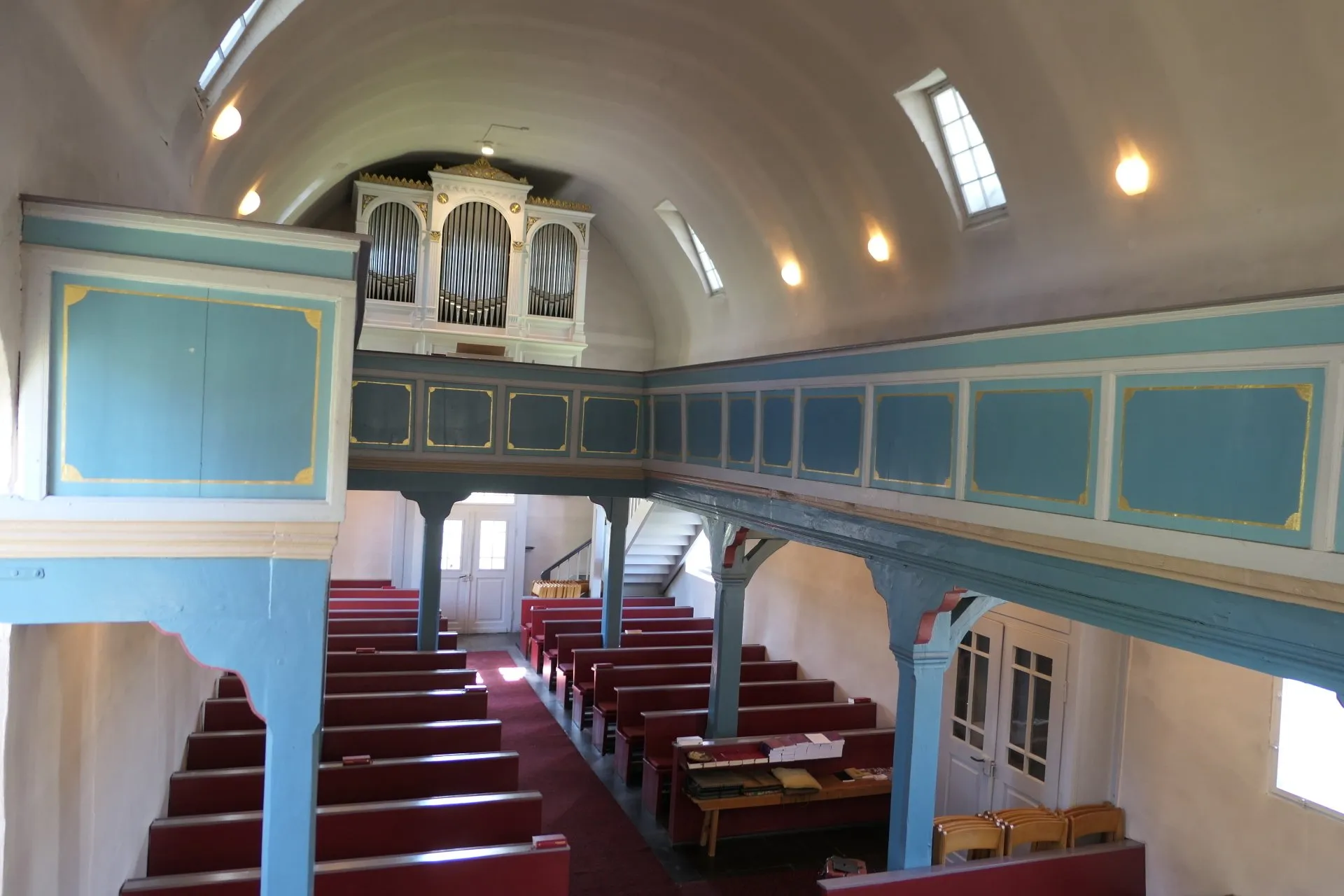
Innerraum der Kirche / Orgel

| Manualwerk C–f3 |    |
| Prinzipal       | 8′ |
| Bordun          | 8′ |
| Salizional      | 8′ |
| Octave          | 4′ |
| Flauto dolce    | 4′ |

| Pedal C–f1 |     |
| Subbaß     | 16′ |
| Oktavbaß   | 8′  |

- Koppel: Pedalkoppel
- Spielkombination: Tutti